# 우리손에프앤지
우리손에프앤지 농업회사법인 주식회사는 대한민국의 양돈 기업이다.

## 역사
2001년에 도드람비티로 설립되어 2003년 이지홀딩스에 편입되었다.

## 내용주
1. ↑  주관사를 미래에셋대우로 공모가 2,210원에 코스닥 시장에 상장